# Бузіг (міфологія)
Бузі́г (дав.-гр. Βουζύγης) — персонаж давньогрецької міфології, виходець з Елефсіну.
Вважалось, що саме він винайшов ярмо, надів його на бика і почав обробляти поле. Крім того, Бузіг ввів багато аграрних звичаїв і релігійних обрядів на честь Персефони і Деметри. Він заснував афінський жрецький рід Бузігів, в обов'язки якого входило починати посів на священній ділянці у Акрополя — оранка Бузігів («Бичаче ярмо»). Під час священної оранки члени роду ритуально вибухали прокльонами. 
За версією Полієна так звали афінянина, якому Демофонт віддав Палладій.